# Josef Siegele

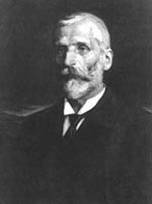
Josef Siegele

Josef Siegele (* 19. Juni 1858 in Tobadill, Tirol; † 5. Januar 1945 in Arzl im Pitztal) war ein österreichischer Politiker der Christlichsozialen Partei (CSP).

## Ausbildung und Beruf
Nach dem Besuch der Volksschule besuchte er ein Gymnasium und wurde Bauer und Postexpedient.

## Politische Funktionen
- 1891: Obmann des Spar- und Darlehensvereins in Arzl
- 1907–1918: Abgeordneter des Abgeordnetenhauses im Reichsrat (XI. und XII. Legislaturperiode), Wahlbezirk Tirol 12, Christlichsoziale Vereinigung deutscher Abgeordneter
- Abgeordneter zum Tiroler Landtag (Gefürstete Grafschaft, X. und XI. Wahlperiode)

## Politische Mandate
- 21. Oktober 1918 bis 16. Februar 1919: Mitglied der Provisorischen Nationalversammlung, CSP